# 瓦氏毛扭藓
瓦氏毛扭藓（学名：Aerobryidium wallichii）为蔓藓科毛扭藓属下的一个种。